# 척추동물 시각 옵신
척추동물 시각 옵신(vertebrate visual opsin)은 섬모 옵신(ciliary opsin)의 하위 분류이며 척추동물의 시각을 중재한다. 여기에는 인간 간상세포와 원추세포의 옵신이 포함된다. 이는 최초로 발견된 옵신이고 여전히 가장 널리 연구되는 옵신이기 때문에 종종 옵신(opsin)으로 축약된다.

## 옵신
육상에 서식하는 동물 및 해양 어류는 레티날 1 (retinal 1)로만 시각 색소를 형성한다. 그러나 많은 민물고기와 양서류도 레티날-3,4-불포화효소 (retinal-3,4-desaturase. GO:0061899)의 활성화에 따라 레티날 2로 시각 색소를 형성할 수 있다. 이들 종 중 다수는 변화하는 서식지에 적응하기 위해 생활 주기 동안 이러한 발색단 사이를 전환할 수 있다.

## 기능

세 가지 인간 포토신과 인간 로돕신(점선)의 정규화된 흡수 스펙트럼. Bowmaker와 Dartnall(1980)에 의해 그려졌다. (흡수 곡선은 감도 스펙트럼을 직접적으로 반영하지 않는다.)

빛에 의해 11-시스-레티날 (11-cis-retinal)이 올-트랜스-레티날(all-trans-retinal)로 이성질화되면 빛변환 경로를 활성화하는 단백질의 형태 변화가 유도된다.

## 하위 분류
척추동물의 시각 옵신에는 두 가지 부류가 있으며 간상체 광수용체 또는 원뿔체 광수용체에서 발현되는지 여부에 따라 구분된다.

### 원뿔 옵신
원뿔 세포에서 발현되는 옵신을 원뿔 옵신이라고 한다. 원뿔 옵신은 레티날에 결합되지 않은 경우 포톱신(photopsin)이라고 하고 레티날에 결합된 경우 이오돕신(iodopsin)이라고 한다. 원추형 옵신은 낮눈보기(photopic vision, 명소시. 낮의 빛.)을 중재한다. 원뿔 옵신은 이오돕신의 분광 민감도(spectral sensitivity), 즉 가장 높은 광 흡수가 관찰되는 파장(λmax)에 따라 더 세분화된다.
| 이름          | 약어 | 세포 | λmax (nm) | 인간 변종                                                 |
| ------------- | ---- | ---- | --------- | --------------------------------------------------------- |
| 장파 민감성   | LWS  | 원뿔 | 500–570   | OPN1LW "빨간색" 엽록소(564nm) OPN1MW "녹색" 엽록소(534nm) |
| 단파 감지 1   | SWS1 | 원뿔 | 355~445   | OPN1SW "파란색" 시아놀라베(420nm) (단공류에서 멸종)       |
| 단파 감지 2   | SWS2 | 원뿔 | 400~470   | (수아강 포유류에서는 멸종)                                |
| 로돕신 유사 2 | Rh2  | 원뿔 | 480~530   | (포유류에서는 멸종)                                       |

### 막대 옵신
막대 세포에서 발현되는 옵신을 막대 옵신이라고 한다. 간상 옵신은 레티날에 결합되지 않은 경우 스코톱신(scotopsin)이라고 하고 레티날에 결합된 경우에는 로돕신(rhodopsin) 또는 포르피롭신(porphyropsin)이라고 한다(각각 1 및 2). 막대 옵신은 밤눈보기(scotopic vision, 암소시. 흐린 빛.)을 중재한다. 원뿔형 옵신과 비교할 때, 로돕신의 스펙트럼 민감도는 척추동물에서 500 nm에서 크게 벗어나지 않고 매우 안정적이다.
| 이름     | 약어 | 세포 | λmax (nm)                     | 인간 변종              |
| -------- | ---- | ---- | ----------------------------- | ---------------------- |
| 스코프신 | Rh1  | 막대 | 로돕신: ~500 포르피롭신: ~522 | RHO 인간 로돕신(498nm) |

## 같이 보기
- 색맹
- 옵신
- 로돕신
- 멜라놉신